# Benthamiella skottsbergii
Benthamiella skottsbergii är en potatisväxtart som beskrevs av Soriano. Benthamiella skottsbergii ingår i släktet Benthamiella och familjen potatisväxter. Inga underarter finns listade i Catalogue of Life.